# Gattithimmanahalli, Koratagere
Gattithimmanahalli là một làng thuộc tehsil Koratagere, huyện Tumkur, bang Karnataka, Ấn Độ.